# Elecciones municipales de 2007 en Almería
Las elecciones municipales de 2007 se celebraron en Almería el domingo 27 de mayo, de acuerdo con el Real Decreto 444/2007, de 2 de abril de 2007 de convocatoria de elecciones municipales en España y publicado en el Boletín Oficial del Estado el día 3 de abril. Se eligieron los 27 concejales del pleno del Ayuntamiento de Almería a través de un sistema proporcional (método d’Hondt) con listas cerradas y un umbral electoral del 5 %. 

## Candidaturas
Se presentaron un total de nueve candidaturas. Amén de las ya representadas en el consistorio municipal (PP, PSOE, GIAL e IU), se presentaron el PA, Los Verdes, PdeAL, el PSA y PH. Se daba la situación de que la derecha política se presentaba en tres candidaturas distintas: la del alcalde, el popular Luis Rogelio Rodríguez-Comendador; la del GIAL, con el exalcalde Juan Francisco Megino López; la del Partido de Almería, que aunque con escasas opciones de representación se presentó a las elecciones en la capital de la provincia.

## Resultados
| Candidatura     | Candidatura     | Votos  | %                               | Escaños                         |
| --------------- | --------------- | ------ | ------------------------------- | ------------------------------- |
|                 | PP              | 32725  | 46.16                           | 13                              |
|                 | PSOE            | 26 465 | 37.33                           | 11                              |
|                 | GIAL            | 5068   | 7.15                            | 2                               |
|                 | IULV-CA         | 3756   | 5.30                            | 1                               |
| PA              | PA              | 1004   | 1.42                            | 0                               |
| LOS VERDES      | LOS VERDES      | 770    | 1.09                            | 0                               |
| PdeAL           | PdeAL           | 751    | 1,06                            | 0                               |
| PSA             | PSA             | 275    | 0.39                            | 0                               |
| PH              | PH              | 86     | 0.12                            | 0                               |
| Votos en blanco | Votos en blanco | 994    | 1.37                            | n/a                             |
| Votos válidos   | Votos válidos   | 71894  | 100,00                          | 27                              |
| Votos nulos     | Votos nulos     | 233    | Participación: \| \| 51,74 % \| | Participación: \| \| 51,74 % \| |
| Votantes        | Votantes        | 72127  | Participación: \| \| 51,74 % \| | Participación: \| \| 51,74 % \| |
|                 | 51,74 %         |        | Participación: \| \| 51,74 % \| | Participación: \| \| 51,74 % \| |